# Oppidum du Fossé des Pandours
Vous lisez un « bon article » labellisé en 2021.
L'oppidum du Fossé des Pandours est un centre urbain du peuple celtique des Médiomatriques, établi près du col de Saverne, sur le territoire des communes actuelles de Saverne et d'Ottersthal (Bas-Rhin). C'est le plus grand oppidum d'Alsace.
Le territoire des Médiomatriques compte plusieurs oppidums. Bien que celui du Fossé des Pandours n'ait pas encore été complètement fouillé, un certain nombre d'éléments permettent de le considérer comme le plus grand oppidum des Médiomatriques en Alsace, au moins jusqu'à l'arrivée d'Arioviste dans la région. Le Fossé des Pandours est l'un des deux sites archéologiques connus au col de Saverne, avec la statio gallo-romaine de l'Uspann. Une nécropole gallo-romaine a également été découverte à l'ouest de l'oppidum.
Le nom du site date du XVIIIe siècle ; il fait référence aux Pandours du baron de Trenck pendant la guerre de Succession d'Autriche (1740-1744), conflit né de la contestation par des États qui y avaient souscrit, de la Pragmatique Sanction, par laquelle l'empereur Charles VI du Saint-Empire lègue à sa fille Marie-Thérèse d'Autriche les États héréditaires de la maison de Habsbourg. Ces mercenaires au service de Marie-Thérèse occupent Saverne en 1744.

## Contextes

### Géographie: le col de Saverne

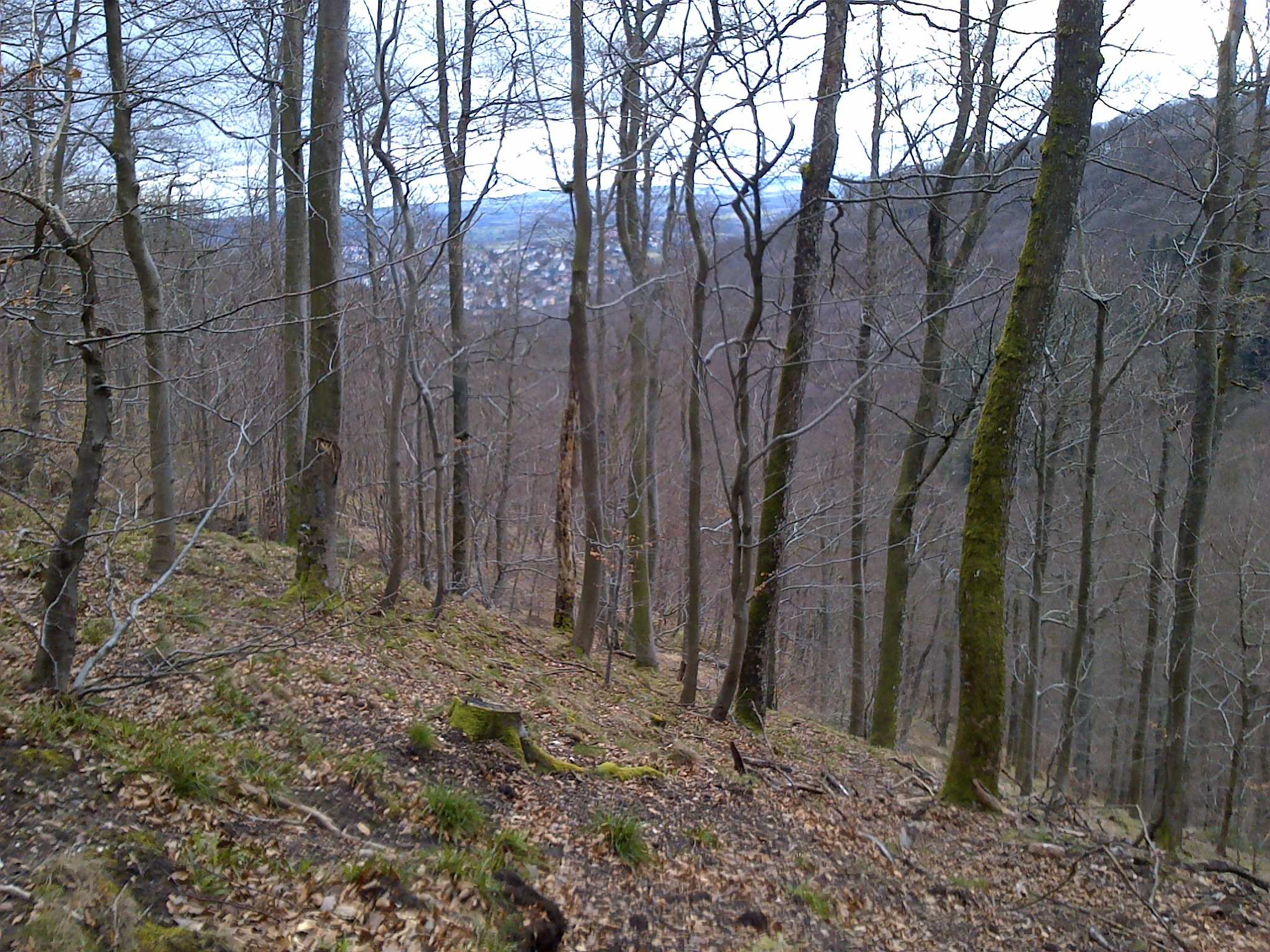
Paysage du col de Saverne avec la vallée du Schlettenbach.

Les Vosges constituent un obstacle assez difficile à franchir entre le plateau lorrain, c'est-à-dire l'est du Bassin parisien, et la plaine rhénane ; les points de passage les plus faciles sont le col de Saverne (417 m) au nord et la trouée de Belfort (345 m) au sud. Entre ces deux passages, les vallées sont encaissées et il n'est pas facile d'y établir des routes carrossables.
« Le rôle central du col de Saverne » est dû à sa position stratégique sur l'axe ouest-est menant de la Gaule centrale (cités des Carnutes, des Sénons, des Tricasses, des Rèmes) à la vallée du Rhin.
Les hauteurs autour de Saverne sont « une zone forestière et accidentée ». Il s'agit d'une zone géologique particulière, le « champ de failles de Saverne », élément du fossé rhénan, qui donne au paysage l'aspect vallonné caractéristique des « collines sous-vosgiennes ».
L‘oppidum comporte trois sommets, le Barbarakopf, le Baerenkupfel et le Koepfel, prolongé au sud par un autre sommet vosgien, le Kaestenberg.

### Histoire: les Médiomatriques
Les Médiomatriques sont un des peuples celtiques qui se sont installés à partir du VIe siècle av. J.-C. dans l'espace compris entre le Rhin et les Pyrénées, auquel les Romains donneront le nom de Gaule. Les Médiomatriques sont établis entre la Meuse et le Rhin, entre Argonne et Forêt-Noire ; leur capitale est l'oppidum de Divodurum (actuel quartier Sainte-Croix à Metz).
Le territoire des Médiomatriques contrôle une voie commerciale entre la Gaule et la Germanie, incluant donc le col de Saverne. Au cours du IIe siècle av. J.-C., ils y établissent une place forte, sans doute afin de surveiller le col, en profitant d'un promontoire rocheux surplombant le site.

## Histoire du site

### Histoire du site dans l'Antiquité

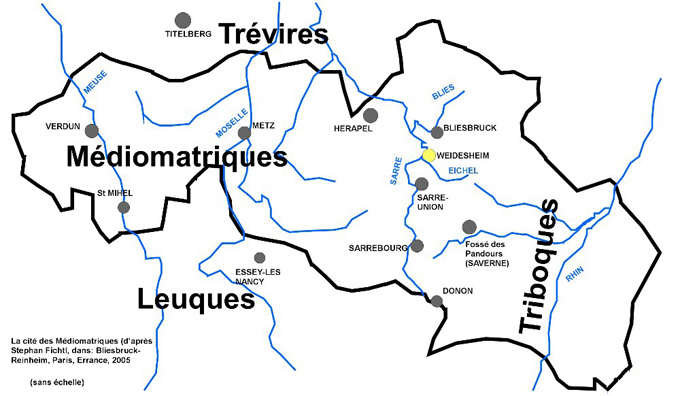
Localisation des Médiomatriques et de l'oppidum du Fossé des Pandours au, au début de la Guerre des Gaules.

L'oppidum principal des Médiomatriques est leur capitale, Divodurum Mediomatricorum. Leur territoire, d'une longueur d'environ 250 km, était pourvu d'au moins huit oppidums localisés sur les axes fluviaux et routiers. Du fait de sa taille, le Fossé des Pandours correspond au site le plus vaste ou à la capitale du peuple.

#### Création et apogée de l'oppidum (fin duIIe–Iersiècleav. J.-C.)
Le terme « oppidum » qualifie des sites fortifiés celtiques qui « sont pour la plupart d'importants centres économiques et politiques ». Si les premiers sites protohistoriques sont petits, ceux de l'époque gauloise sont « nettement plus grands ». À la charnière des IIIe et IIe siècles av. J.-C., les agglomérations grandissent dans le monde celte, surtout quand elles sont sur des voies commerciales, et aux IIe et Ier siècles av. J.-C. en Gaule. Ce sont là les « premières villes au nord des Alpes ».
L‘oppidum du Fossé des Pandours a sans doute été créé ex nihilo, car aucune trace d'occupation gauloise antérieure n'a été découverte. Il date de la fin du IIe siècle av. J.-C. : le murus gallicus et d'autres éléments retrouvés datent de cette époque. Il est ensuite occupé jusqu'au début de l'ère commune. Les fouilles permettent d'émettre l'hypothèse d'« une seule phase de construction [selon] un programme cohérent et planifié ». La superficie de l'oppidum est de 170 ha : il est considéré par Heitz comme l'« un des plus vastes de la Gaule indépendante ».

Plan de l'oppidum du Fossé des Pandours.

Son site est un éperon barré. Une partie de l'oppidum est défendue naturellement par des falaises, mais il faut compléter le dispositif en construisant une fortification dite « Fossé des Pandours » longue de 600 m et haute de 10 m,. Le rempart principal était doublé par un rempart de contour d'environ 7 km. Ce système de fortification est caractéristique des oppidums de la période finale de la Tène.

#### Déclin de la place forte (fin duIersiècleav. J.-C.)
La forteresse du col de Saverne perd son importance à partir de l'intrusion dans la région d'Arioviste (vers 70 av. J.-C.) et de l'installation par Jules César des Triboques dans la plaine rhénane (postérieurement à 58 av. J.-C.), bien que le site soit resté en droit médiomatrique jusqu'à la réorganisation de la Gaule par Auguste. Un indice possible du déclin du site est qu'il n'y a pas eu de restauration du murus gallicus, alors que normalement le mur à poutrage interne doit être restauré voire refait au bout d'une trentaine d'années. Le site a sans doute perdu son rôle de capitale après la guerre des Gaules.
Les archéologues ont retrouvé sur le Baerenkupfel des artefacts datés de la fin de la période de la Tène : ce rempart du Baerenkupfel a été bâti dans un second temps, lors d'« une phase de resserrement de l'habitat sur les deux sommets du Barbarakopf et du Baerenkupfel, laissant le Koepfel à l'extérieur ».
Selon Fichtl, la capitale des Médiomatriques se déplace vers l'ouest à partir du milieu du Ier siècle av. J.-C.. De façon générale, dans la Gaule annexée par Rome, l'axe principal de circulation est la ligne Rhône-Saône-Moselle : les places fortes localisées sur cet axe se renforcent, tandis que celles situées sur l'ancien axe ouest-est déclinent.

#### Relais de poste sur la voie d'Argentoratum à Divodurum (IeretIIesiècle)
Le site reste cependant occupé pendant tout le Ier siècle, mais l'oppidum n'a plus de rôle politique ou économique important.
Il est traversé par la voie romaine Strasbourg-Metz. Un relais routier (site de l'Uspann) y est installé afin de mettre à la disposition des voyageurs des chevaux de renfort. La surface de cet établissement n'est pas connue avec précision, du fait de sa destruction partielle lors des travaux de voirie au XVIIIe siècle et d'une fouille partielle. Le site de l'Uspann est abandonné à la fin du IIe ou au début du IIIe siècle.
Une nécropole et des carrières de grès témoignent de l'occupation et l'exploitation du lieu. La carrière de grès était peut-être utilisée dès l'époque gauloise, mais aucune preuve ne peut en être apportée. La nécropole, qui date de la seconde moitié du IIe et du début du IIIe siècle, a livré dix-sept sépultures et une stèle-maison. Dans le monde celtique, les nécropoles sont situées hors des oppidums et le long des routes, comme dans la civilisation romaine.

### Histoire du site depuis le Moyen Âge

#### Époques médiévale et moderne
Des restaurations et aménagements auraient eu lieu aux IXe et Xe siècles ; en particulier, les deux sections de remparts situés entre le Baerenkupfel et le Koepfel dateraient de cette époque selon la base Mérimée. Pour sa part, Fichtl ne précise pas la date.
La construction de la route royale de Paris à Strasbourg entre 1730 et 1737 entraîne la destruction d'une longueur d'environ 150 m du rempart.
Pendant la guerre de Succession d'Autriche (1740-1744), des mercenaires au service de l'Autriche de Marie-Thérèse, hongrois ou croates (selon Heitz), les pandoures du baron de Trenck occupent un moment le site en 1744 et lui laissent leur nom. Ils ont du reste laissé d'autres traces de leur séjour (toponymie, légendes).

#### Recherches archéologiques auXXesiècle
Bien que signalé par Forrer dès 1926, le site est « longtemps négligé ». Il est finalement inscrit à l'inventaire supplémentaire en 1989.
Les premiers travaux datent du début du XXe siècle, mais restent superficiels. La seconde moitié du siècle est plus active avec les fouilles intermittentes du relais routier de l'Uspann de 1949 à 1993, les fouilles des tombes gallo-romaines en 1980,.
Les fouilles de l'oppidum débutent en 1995, dans le cadre d'un chantier-école mené par la section d'archéologie de l'université de Strasbourg. Le mur du Fossé des Pandours a été fouillé entre 1995 et 1999, et l'habitat sur le Barbarakopf en 2000 et 2001, mettant au jour une zone artisanale. Les fouilles se sont poursuivies après la publication de 2003. Les diverses opérations de fouilles profitent de travaux forestiers de débardage ou de création de pistes forestières.

## Description du site

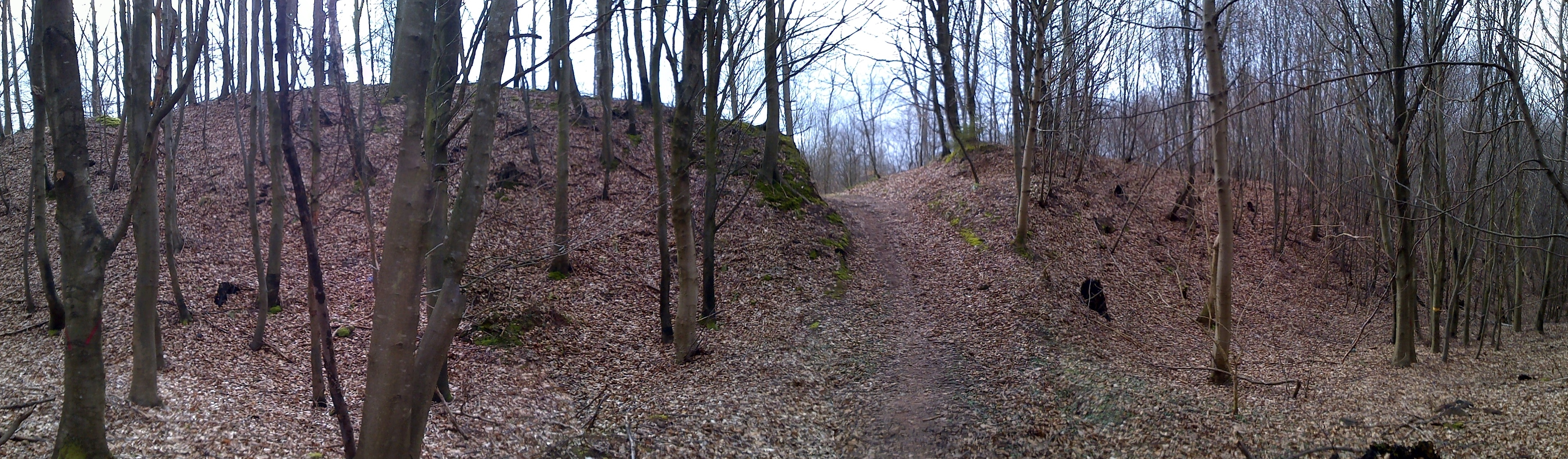
Fossé des Pandours.

Les oppidums utilisent la topographie mais avec des éléments bâtis pour compléter le dispositif de défense pour les fortifications tardives. L'oppidum occupe 160 ha ou 165 ha. Pour pallier l'absence de protection naturelle continue, outre le rempart de barrage long de 600 m qui empêche « l'accès au nord depuis le plateau lorrain », des remparts ont été construits pour une longueur totale d'environ 7 km de long, et qui « ferme la totalité du site ».

### Fossé des Pandours
Les fouilles ont permis de mettre en évidence un murus gallicus de la période de La Tène en particulier la période D1 et daté d'environ 100 av. J.-C., à la suite des campagnes de fouilles de 1995 et 1996. Une seule phase de construction en a été reconnue, avec au préalable des travaux de terrassement importants. Les constructions de ce type sont présentes en Gaule et ont été décrites par César dans son ouvrage les Commentaires sur la Guerre des Gaules. Les remparts sont qualifiés d'« architecture de bois et non pas de pierres sèches », les pierres n'ayant aucun rôle structurel et étant un élément de placage.

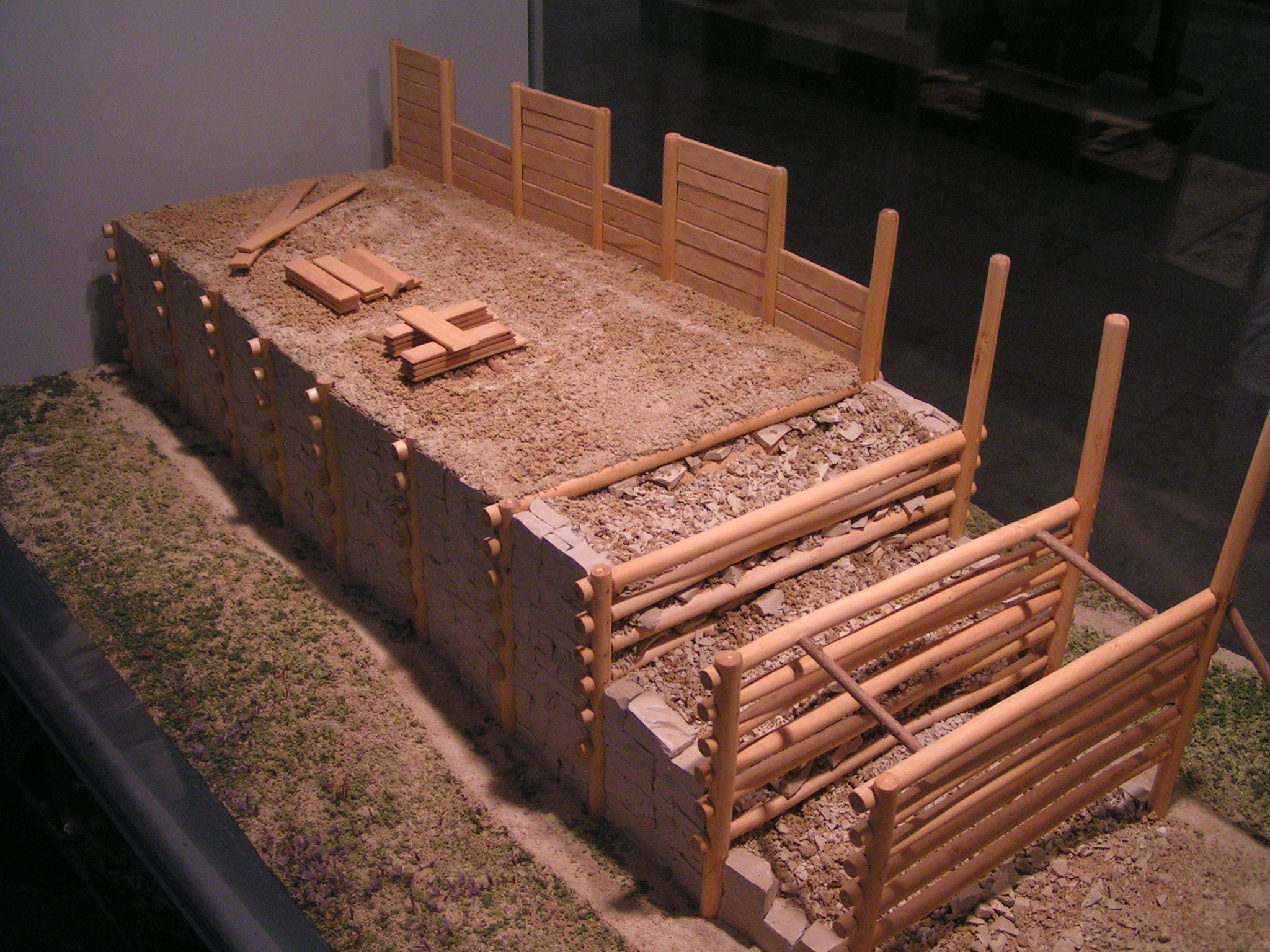
Structure interne d'un murus gallicus.

Des poutres sont intégrées dans du sable, reliées par des fers et l'ensemble comporte un parement de grès rose. Le rempart large d'environ 12  à   13 m au sol possède sur l'avant un parement de grès rose taillé, sur cinq faces et large de 0,50 m, conservé sur une hauteur d'1 m. Ce parement soigné est une particularité du site alsacien, les pierres étant habituellement posées selon la technique de la pierre sèche et non taillées. Les blocs de pierre de la base du mur étaient plus importants que ceux des niveaux supérieurs. Un poutrage interne permettait de stabiliser le mur,. Le rempart possède à l'arrière une levée de terre et un fossé comblé. Les travaux de terrassement préalables ont été très importants, avec la pose de poutres longues de 2 à 4 m munies de clous de 0,16 à 0,32 m, des pierres comblant le tout. Les poutres qui se croisent assurent la stabilité du mur, installées jusqu'à une hauteur de 5  à   6 m, mais démarrant seulement à environ 60  à   70 cm de hauteur. Les poutres sont espacées de 1,50  à   1,60 m. Le parement de grès protège la structure de bois mais les extrémités des poutres perpendiculaires en sont visibles initialement. L'arrière du rempart est composé d'une rampe.

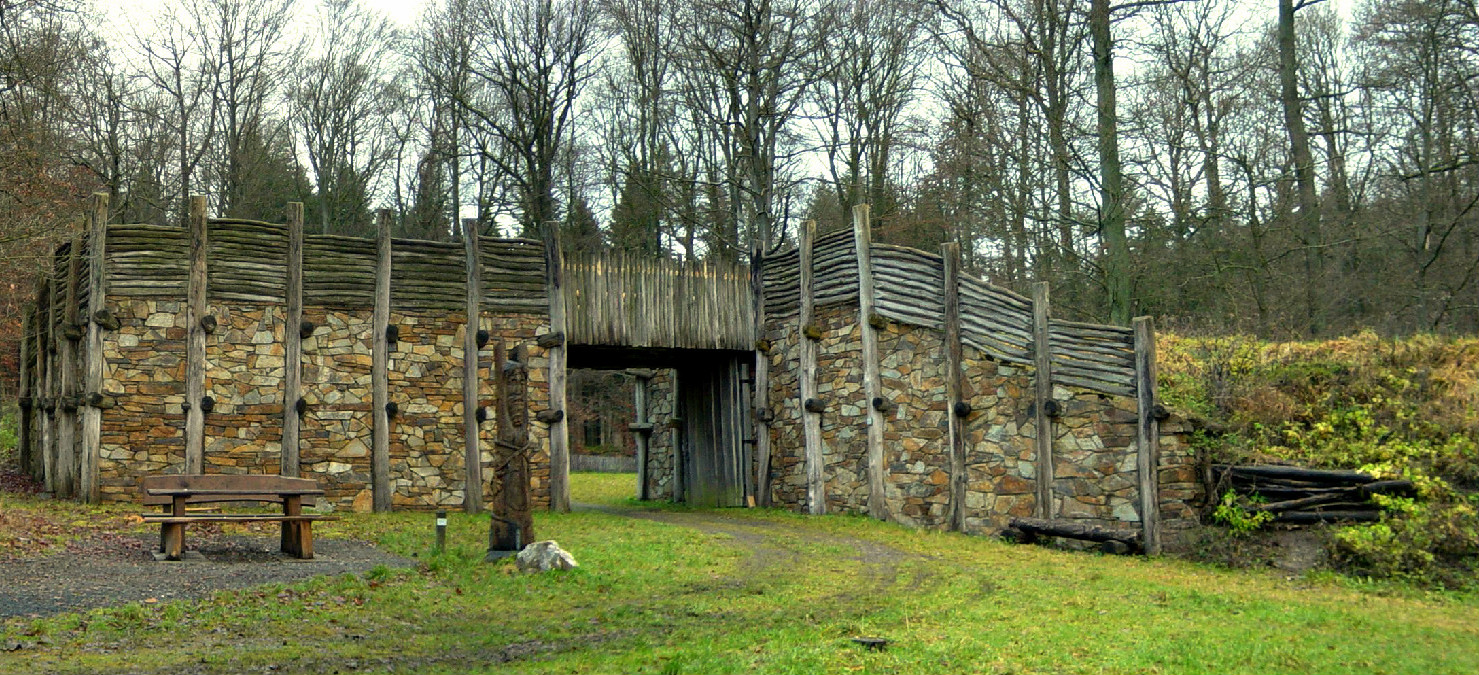
Exemple de reconstruction d’une porte en tenailles à Dünsberg en Allemagne.

À l'extérieur du mur s'insérait un glacis de 12 m qui précédait un fossé large de 4  à   7 m, vers l'intérieur de la forteresse on trouvait un talus de sable de 10 m de large. L'espace du murus gallicus est large de 40 m et haut d'environ 10 m. La structure est proche de celle du mur d'Alésia. Les fouilles dans le secteur du Barbarakopf ont mis en évidence un renforcement du sol argileux par des pierres pour supporter le poids du rempart, un « terrassement important ». Les fouilles du flanc nord du Kaestenberg ont mis en évidence, malgré un mauvais état de conservation, un rempart large d'environ 1,50 m de large. Le remblai de sable comporte des poutres reliées par des clous. Ces aménagements ont comme objectif de stabiliser le rempart.

### Remparts intérieurs
Trois autres remparts sont présents sur le site. Deux remparts intérieurs plus modestes et parallèles l'un l'autre ont été repérés, situés entre les hauteurs du Baerenkupfel et le Koepfel. Cependant ils ne sont pas d'époque gauloise selon Fichtl, même s'il ne précise pas la date davantage, celle-ci étant dans tous les cas postérieure au IIIe siècle.
Le rempart du Baerenkupfel est fouillé partiellement. Les poteaux du rempart du Baerenkupfel sont espacés les uns des autres de 4  à   5 m, ils devaient être complétés par des éléments de poutrage horizontal, « contrairement aux autres » remparts. De même, ce rempart ne disposait pas de remblais. Le rempart possède une structure « relativement simple » : une rampe est composée de couches de sable avec sur l'avant des pierres sur une largeur de 1 m et un parement de pierres, et sur l'arrière on trouve des dalles de pierres non appareillées.
Les éléments de rempart du Fossé des Pandours possèdent des caractéristiques communes. Les fouilles ont permis de relever que les bases du parement n'avaient pas été mues par la recherche de l'horizontalité. Le parement a été taillé avec soin sur sa face avant.

### Portes et rempart extérieur
Les monuments publics des oppidums sont connus par la « monumentalité extérieure », portes et remparts, mais n'étaient pas seuls, des édifices offrant les diverses fonctions politiques, économiques et religieuses pouvaient être présents.
Le rempart extérieur de l'oppidum est le moins connu au Fossé des Pandours : même si le mode de construction du murus gallicus est utilisé, la hauteur est moindre et avec une économie de moyens, dont peu de clous internes à la structure et un parement en pierres brutes. La construction profite de la pente du terrain et d'escarpements créés par la présence de falaises de grès, et n'est pas continue. Le rempart est construit parfois selon les courbes de niveau du terrain, parfois « dans le sens de la pente » avec un dénivelé. Ce rempart est de « faible valeur défensive », sa valeur étant davantage liée à « la monumentalisation d'une limite symbolique entre un monde rural, extérieur, et un monde urbain, à l'intérieur de l'oppidum ».
Les portes de la forteresse ont disparu et ne sont pas connues, mais les archéologues se basent sur le réseau viaire pour faire des hypothèses sur leur localisation.

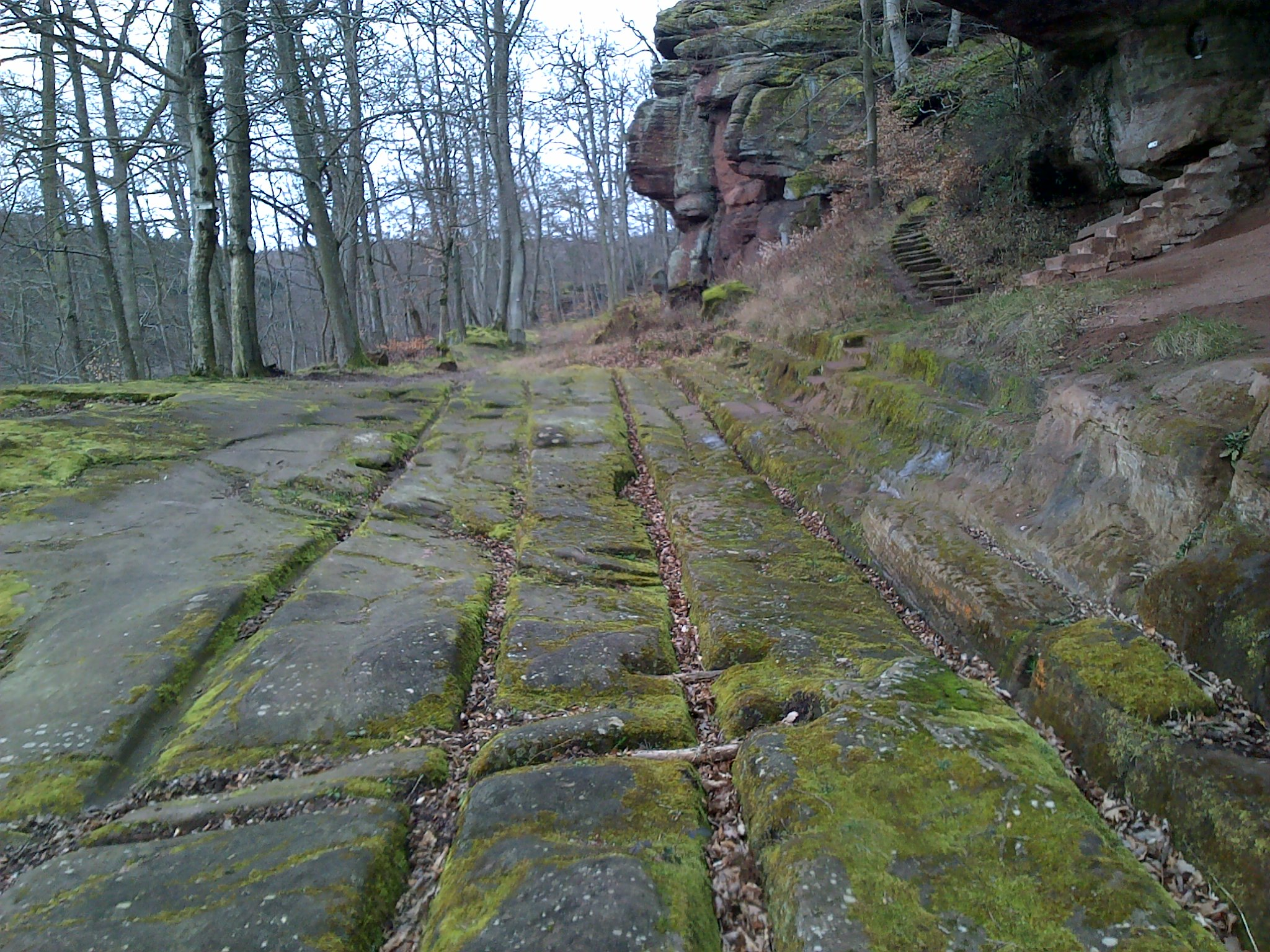
Ornières de la « route des évêques ».

Une route antérieure à la voie du XVIIIe siècle et appelée « route des évêques », qui est lardée d'ornières dans le sol et passe au pied du « saut du prince Charles », a sans doute un tracé d'époque gauloise selon Fichtl. Il considère que les anciennes routes ont suivi l'orientation de la voie qui traverse le Fossé des Pandours un peu à l'ouest de la route nationale 4 actuelle, et là devait donc se situer selon lui la porte principale de l‘oppidum. Il ne faut sans doute pas, par contre, espérer retrouver la porte sud dans sa composante gauloise car des travaux avec utilisation d'explosifs ont été mis en évidence.
La porte est un « point de passage obligé » et doit selon la façon mise en évidence dans d'autres places-fortes gauloises comporter un long couloir et une tour-porche, accentuant la manifestation de puissance désirée. Les portes monumentales des oppidums comportent des étages et également des systèmes de portails destinés aux visiteurs et servant de sas, les sites possèdent également des portes plus modestes. Les murailles sont peut-être pourvues d'aménagements du type « chemin de ronde » mais très difficiles à déceler du fait de la destruction des parties supérieures des remparts, ou de tours bâties sur sablière insérées sur le sommet du murus gallicus.

### Habitat et artisanat
L'organisation interne des oppidums en quartiers spécifiques est connue depuis les premiers travaux du XIXe siècle.
Des quartiers d'habitation sont fouillés et les résultats les plus probants sont intervenus sur le Barbarakopf. L'habitat est « lâche avec des zones encore vides », là encore selon un mode d'organisation de l'espace connu sur bien des sites fouillés. Les maisons dégagées sont bâties soit sur poteaux soit sur sablières.
Deux puits sont fouillés, dont l'un a livré des meules, des outils parmi lesquels un maillet et divers objets dont un pied de meuble. La fouille du puits livre des amphores brisées et des potins monétaires : ces éléments témoignent du rôle commercial du site, « plaque tournante économique » et de la présence d'un atelier monétaire.
Les nécropoles sont situées hors de l'oppidum, devant les portes.

## Fossé des Pandours, un site important aux fonctions urbaines
Les oppidums ont un rôle politique, économique et religieux,.

### Site ouvert au commerce et à l'activité artisanale
Les oppidums étaient des lieux de commerce et de ravitaillement. Les fouilles effectuées, bien que partielles, permettent de conclure à un site ouvert dès cette époque au commerce lointain de biens d'origine méditerranéenne. Le site est sur un axe est-ouest daté de la protohistoire. Le mode de construction utilisé au Fossé des Pandours a pu servir de modèle à l'oppidum de Manching, en Bavière actuelle.
Les importations ont seules laissé des traces archéologiques, en particulier le vin importé en grandes quantités en Gaule, pour lequel on a retrouvé une centaine d'amphores lors du faible périmètre fouillé. Ont également été importés des ustensiles de bronze destinés au cérémonial accompagnant la consommation de vin et des tessons de céramiques de Campanie.
Parmi les biens exportés par les Médiomatriques figurait peut-être le sel présent et exploité depuis longtemps dans les sources salées de la vallée de la Seille.
Il y avait des liens commerciaux privilégiés avec le Sud de l'Allemagne. Les grands sites du Sud de l'Allemagne s'effondrent dans le second quart du Ier siècle av. J.-C. et cet effondrement n'a pas dû être sans incidences sur le dynamisme du pôle qu'était alors l'oppidum du Fossé des Pandours.
Les archéologues ont retrouvé lors des fouilles des puits contenant des meules, des fibules, des objets en bois et en métal, en bronze mais aussi en fer. Les fouilles ont permis de retrouver des ateliers mais surtout des éléments en cours de fabrication ou de « ratés ». Des monnaies de faible valeur, des potins ornés d'un sanglier, sont frappées sur site,. Les potins sont fabriqués en chapelets et chacun doit être séparé de manière manuelle. Des ateliers de fabrication concernent également le fer et le bronze, le verre, la céramique, le bois, le cuir et l'os ; ces ateliers sont situés surtout le long des routes pour des raisons d'approvisionnement en matériaux et aussi pour faciliter les ventes car par là accédaient les visiteurs du site et clients potentiels.

### Site aux fonctions politique, symbolique et ostentatoire
Les oppidums sont des lieux de pouvoir pour les grandes décisions des communautés, disposant de places publiques « similaires aux agoras grecques ou aux forums romains ».
Les remparts des oppidums ont un rôle défensif mais non « prédominant » du fait des espaces concernés, souvent naturellement protégés. La difficulté à défendre provient du nombre de défenseurs nécessaires, et César a pu se rendre maître rapidement de nombreuses forteresses. Les remparts sont là aussi pour témoigner d'« une réelle volonté de prestige et de puissance ». L'esthétique compte davantage que l'aspect architectural et militaire : les blocs de pierre sont soignés sur le côté qui possède la porte principale, mais le travail est « beaucoup plus fruste » sur les parties moins visibles du rempart.
La surface de la forteresse, la présence d'un atelier monétaire et la qualité de la construction du rempart tendent à la considérer comme un oppidum important du peuple des Médiomatriques,.
Outre le caractère défensif et stratégique, la forteresse a une fonction symbolique et ostentatoire, qui prévaut au col de Saverne du fait d'une difficile mise en défense du site due à la longueur du rempart. Le paysage moins boisé alors doit accentuer le côté ostentatoire de la forteresse avec les blocs taillés du parement extérieur. Le rempart a aussi un rôle symbolique de limite entre espace rural et monde urbain, témoignage de l'« idée symbolique du passage entre deux mondes ». Le rempart a un statut de « limite entre un monde urbain, l'oppidum, et le monde rural qui l'entoure », comme le « pomerium » des cités étrusques et romaines, avec « des règles juridiques et religieuses ». La fonction symbolique l'emporte sur les autres rôles dévolus.

#### Ouvrages généraux
- Madeleine Châtelet, Fouilles et Découvertes en Alsace, Rennes, Ouest-France, 2009 (ISBN 9782737347658). .
- Stephan Fichtl, « Murus et pomerium : réflexions sur la fonction des remparts protohistoriques », Revue archéologique du centre de la France, no 44,‎ 2005, p. 55-72.
- Stephan Fichtl, « Oppidum », L'Archéologue, no 108,‎ 2010, p. 12-17. .
- Stephan Fichtl, « Architecture et fonctions des remparts celtiques », L'Archéologue, no 108,‎ 2010b, p. 18-25. .
- Pascal Flotté et Matthieu Fuchs, Le Bas-Rhin, coll. « Carte archéologique de la Gaule » (no 67/1), 2001. .
- Venceslas Kruta, Les Celtes histoire et dictionnaire : Des origines à la romanisation et au christianisme, Paris, Robert Laffont, coll. « Bouquins », 2001 (ISBN 978-2-221-05690-5).
- Sabatino Moscati, Les Celtes [exposition, Venise, Palazzo Grassi, 1991], Paris, EDDL, 2001, 711 p. (ISBN 2-237-00484-6).
- Bernadette Schnitzler, L'Alsace archéologique, Strasbourg, La Nuée Bleue, 1992 (ISBN 978-2-7165-0215-3).

#### Ouvrages sur l'oppidum ou sur Saverne
- Bertrand Bonaventure et Clément Féliu, « Quelques ensembles de mobilier de l'oppidum du fossé des Pandours (Col de Saverne, Bas Rhin) contribution à la chronologie du site », dans Ph. Barral et St. Fichtl, Regards sur la chronologie de la fin de l’âge du Fer (iiie-ier siècle avant J.-C.) en Gaule non méditerranéenne. Actes de la table ronde tenue à Bibracte « Chronologie de la fin de l’âge du Fer (iiie-ier siècle avant J.-C.) dans l’est de la France et les régions voisines », Glux-en-Glenne, 15-17 octobre 2007, Bibracte, 2012 (ISBN 9782909668741, lire en ligne).
- Jean Bouillet et Fabien Bubendorff, « Saverne dans le contexte géologique de l'Alsace », dans Collectif, Saverne dans l'Antiquité, Saverne, 2003, p. 6-8. .
- Diane Dusseaux et Jean-Paul Petit, Livret exposition 2015 Exposition Trésors des Médiomatriques, Conseil Départemental de Moselle, 2015, 37 p. (lire en ligne).
- Clément Féliu, « Quelques observations architecturales sur les remparts de contour de l'oppidum du Fossé des Pandours au Col de Saverne (67) », dans Stephan Fichtl, Murus celticus. Architecture et fonctions des remparts de l'âge du Fer, Bibracte, 2010, p. 77-84. .
- Stephan Fichtl, « L’oppidum gaulois du Fossé des Pandours au col de Saverne (Bas-Rhin) », Pays d’Alsace, archéologie, SHASE, nos 177-4,‎ 1996, p. 3-4.
- Stephan Fichtl, « Le Murus Gallicus de l’oppidum médiomatrique du Fossé des Pandours (col de Saverne, Bas-Rhin), fouilles 1995-1996 », Cahiers alsaciens d'archéologie, d'art et d'histoire, no XL,‎ 1997, p. 35-56.
- Stephan Fichtl, « Le fossé des Pandours, un oppidum médiomatrique au col de Saverne (Saverne, Bas-Rhin) : état de la question en 1996 », dans Suzanne Plouin, Peter Jud, Habitats, mobiliers et groupes régionaux à l'âge du fer, Colmar-Mittelwihr, 2003 (lire en ligne).
- Stephan Fichtl, « L'oppidum du Fossé des Pandours, capitale gauloise des Médiomatriques », dans Collectif, Saverne dans l'Antiquité, Saverne, 2003, p. 15-38. .
- Stephan Fichtl, « Deux puits sur l'oppidum gaulois du col de Saverne (Bas-Rhin) », Dossiers d'archéologie, no 295,‎ 2004, p. 82-87.
- Stephan Fichtl, « L'architecture murus gallicus de l'oppidum du Fossé des Pandours au col de Saverne (Bas-Rhin) », dans Stephan Fichtl, Murus celticus. Architecture et fonctions des remparts de l'âge du Fer, Bibracte, 2010, p. 85-91.
- Stephan Fichtl, « Le murus gallicus de l'oppidum médiomatrique du Fossé des Pandours (col de Saverne, Bas-Rhin) », Cahiers alsaciens d'archéologie, d'art et d'histoire, no 40,‎ 1997, p. 33-56.
- Stephan Fichtl, Anne-Marie Adam, Clément Feliu, Gilles Pierrevelcin et Bertrand Bonaventure, L’oppidum médiomatrique du Fossé des Pandours au Col de Saverne (Bas-Rhin), Université Marc Bloch, 2004, 75 p. (lire en ligne).
- Henri Heitz, « Les paysages du site de Saverne », dans Collectif, Saverne dans l'Antiquité, Saverne, 2003, p. 3-5. .
- Henri Heitz, « Historiens et archéologues au service de l'histoire de Saverne », dans Collectif, Saverne dans l'Antiquité, Saverne, 2003, p. 9-14.
- Henri Heitz, La Côte et le Col de Saverne : promenades historiques et archéologiques autour de Saverne, Saverne, SHASE (no 187a), 1999. .
- Henri Heitz, Pour découvrir l'histoire de Saverne, Saverne, SHASE (no 119), 2012 (ISBN 978-2-36329-025-0). .
- Xavier Lafon, « Recherches en cours au col de Saverne : la statio gallo-romaine de l'Uspann », Pays d’Alsace, archéologie, SHASE, nos 153-4,‎ 1990, p. 20-30. .
- Georges Lévy, « Deux siècles d'archéologie antique dans l'arrondissement de Saverne », Pays d'Alsace - Archéologie, no 153,‎ 1990, p. 3-19.